# MiG-17
Mikojan-Gurevič MiG-17 (rusky: Микоян и Гуревич МиГ-17, v kódu NATO „Fresco“) je proudový stíhací letoun vyvinutý v Sovětském svazu na přelomu 40. a 50. let a vyráběný od roku 1952. Sloužil v četných leteckých silách v mnoha variantách. Jedná se o pokročilý vývoj podobný typu MiG-15 z dob korejské války. Licenční výroba probíhala i v Polsku (jako PZL-Mielec Lim-6) a Číně (jako Šenjang J-5).
Také byl krátce americkým letectvem značen jako „Type 38“ před tím, než se začaly používat kódy NATO. Poprvé byl nasazen v roce 1956 během Suezské krize a později se během vietnamské války ukázal jako účinná hrozba proti modernějším americkým nadzvukovým letounům.

## Vývoj

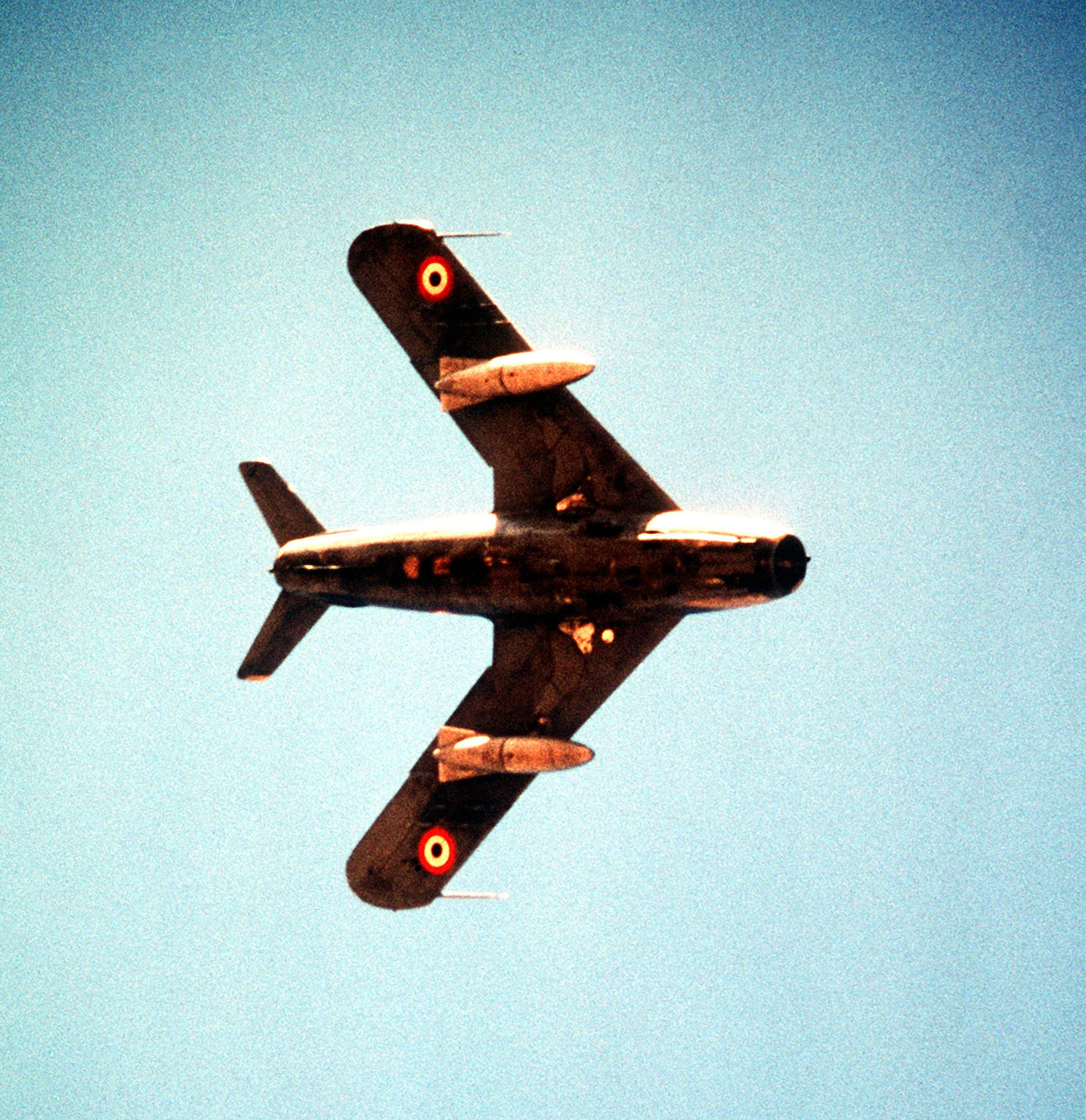
Egyptský MiG-17

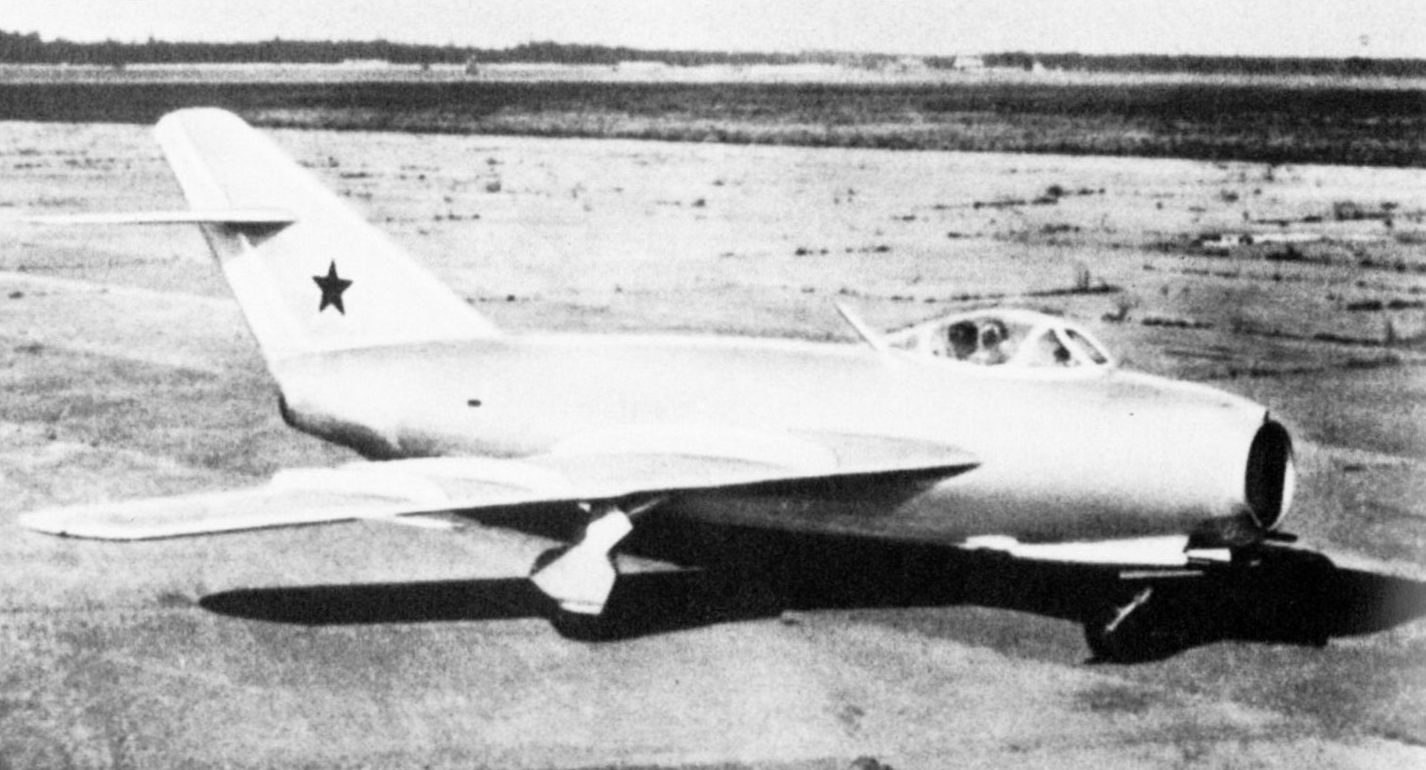
I-330

MiG-17 vznikl jako celokovový samonosný středoplošník se šípovitým křídlem a jeho design byl založený na předchůdci – MiGu-15bis, přičemž největší změnou oproti MiGu-15 byla konstrukce křídel. Ta měla u kořene šípovitost 45° a na vnější části 42°. Dalšími viditelnými změnami byly tři aerodynamické plůtky na každém křídle (MiG-15 měl jen dva), prodloužená zadní část, kýlový hřeben – pro zvýšení podélné stability – s patkou chránící trup letadla při přistávání. Celková konstrukce MiGu-17 byla podobná MiGu-15 a obě letadla používala stejný motor Klimov VK-1. Nové letadlo dostalo označení I-330 (SI).
První prototyp SI-01 poprvé vzlétl 14. ledna 1950 a jeho pilotem byl Ivan Ivaščenko.
V únoru 1950 na něm tento pilot ve vodorovném letu dosáhl rychlosti 1 114 km/h (M=1,03) ve výšce 2200 m. Po havárii tohoto prototypu 17. března 1950 (I. Ivaščenko při něm zahynul) začaly zkoušky druhého prototypu SI-02 až po víc než roce. Ty skončily 20. června 1951 rozhodnutím zařadit letadlo pod označením MiG-17 do sériové výroby. Odhadovalo se, že při použití stejného motoru bude MiG-17 rychlejší o 40–50 km/h oproti MiGu-15 a bude mít i lepší ovladatelnost ve větších výškách. Po začátku sériové produkce bylo letadlo několikrát modifikované a vylepšované.
Základní verze MiGu-17 bylo víceúčelové stíhací letadlo vyzbrojené třemi kanóny. Mohlo sloužit i jako stíhací bombardér i když jeho pumová zátěž byla v porovnání s ostatními tehdejšími podobnými letadly menší. Místo pum nesl častěji přídavné nádrže.
Z druhé verze prototypu SI-02 později vznikla verze MiG-17P do každého počasí, vybavená radarem RP-1 Izumrud. Na jaře 1953 vstoupila do výroby verze MiG-17F s motorem VK-1F s přídavným spalováním, které dopomohlo k celkovému vyššímu výkonu (nový motor zvyšoval výkon po dobu tří minut o 25 %). Další výrobní verzí byl MiG-17PF s motorem VK-1F spolu s radarem Izumrud.
V roce 1956 vznikla z malé série 47 letadel verze MiG-17PM vyzbrojená čtyřmi střelami vzduch-vzduch Kaliningrad K-5 (RS-2U nebo AA-1 Alkali pod označením NATO). Také vznikla i malá série průzkumné verze MiG-17R s motorem VK-1F. Celkově bylo v SSSR do zastavení výroby roku 1958 vyrobeno několik tisíc kusů různých verzí MiGu-17.

## Výzbroj a výstroj

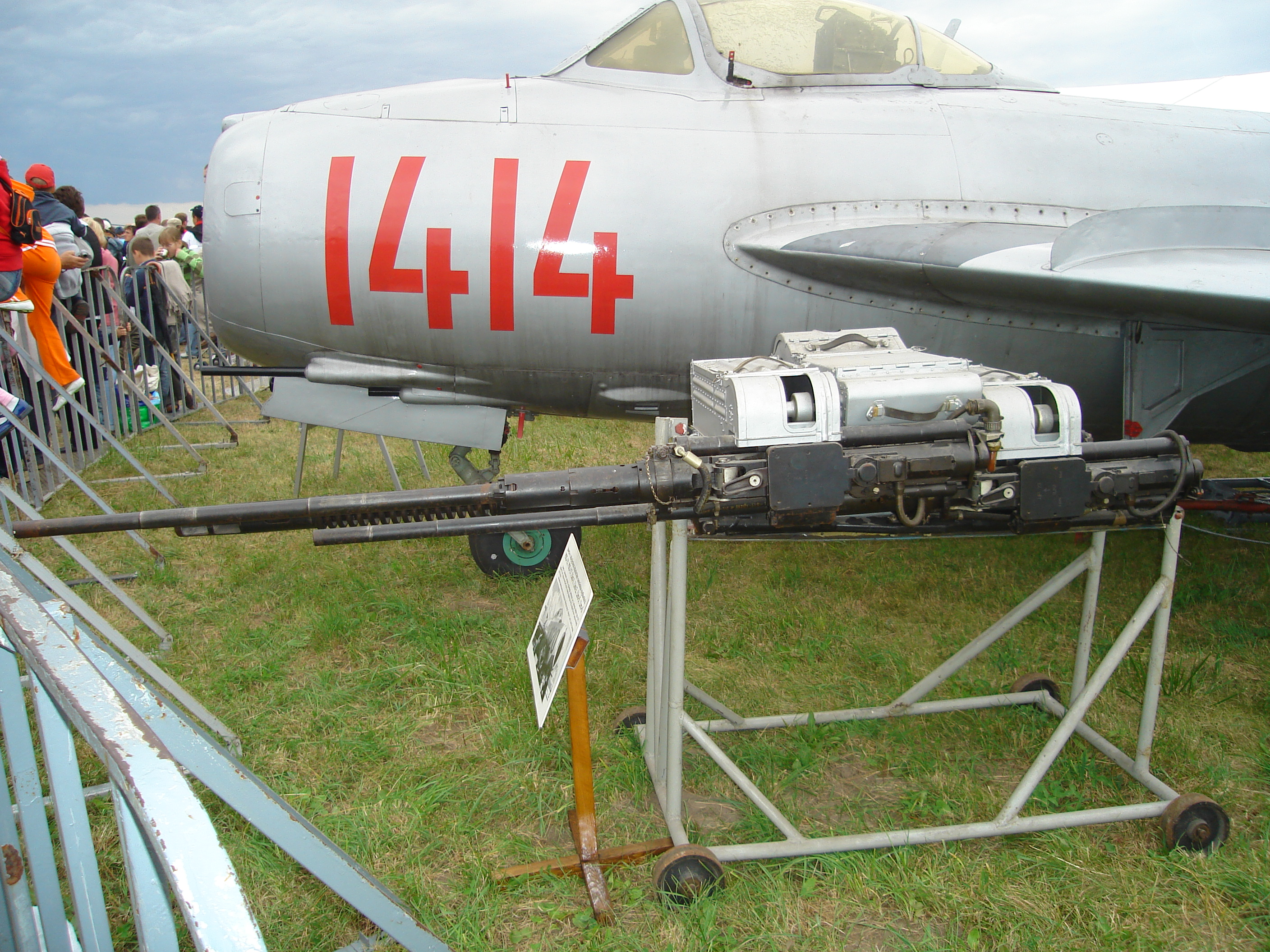
Dvojice 23mm kanónů NR-23 a jeden 37mm kanón NR-37 (v zákrytu) ve společné lafetaci

Verze pro denní provoz (MiG-17 a MiG-17F) byly vyzbrojeny dvěma kanóny Nudelman-Richtěr NR-23 ráže 23 mm (každý s 80 náboji) a jedním kanónem Nudelman N-37 (se 40 náboji) umístěnými na společné lafetě pod nasávacím otvorem. Pro zaměřování palby sloužil automatický gyroskopický zaměřovač ASP-4NM. Verze vybavené radarem Izumrud (MiG-17P a MiG-17PF) nesly místo kanónu N-37 třetí kanón NR-23 se zvýšeným počtem nábojů 100 pro každý kanón. Takto se měla kompenzovat hmotnost samotného radaru ale hmotnost letadla i tak vzrostla o víc než 200 kg oproti „čisté“ verzi MiG-17 což mělo za následek pokles výkonu a zhoršení letových vlastností. Toto vyřešila až instalace nového motoru VK-1F s přídavným spalováním. Všechny varianty mohly nést 50 kg až 250 kg pum na nosnících pod křídly. Nosníky byly ale většinou využívané pro 400litrové přídavné nádrže. Průzkumná verze MiG-17R byla vyzbrojena jen dvěma 23mm kanóny NR-23.
Jediná verze MiGu-17 schopná nést rakety vzduch-vzduch byla MiG-17PM (nebo MiG-17PFU), která nesla čtyři rakety Kaliningrad K-5. Tato verze ale nenesla žádné kanóny.
Některé země své MiGy upravily na nesení neřízených střel nebo bomb na přídavných nosnících. Kubánské MiGy-17 mohly nést i rakety AA-2 Atoll.

## Výroba v licenci

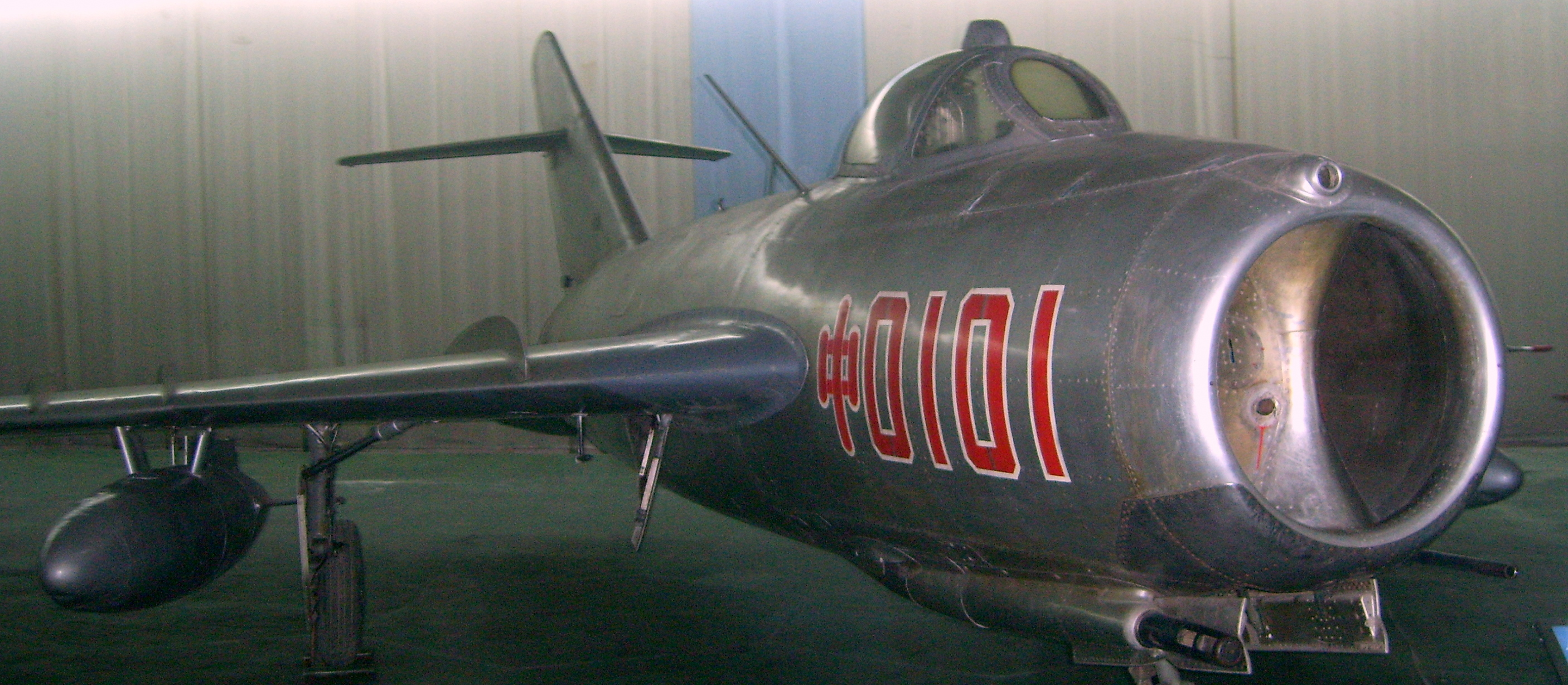
Čínský Šenjang J-5

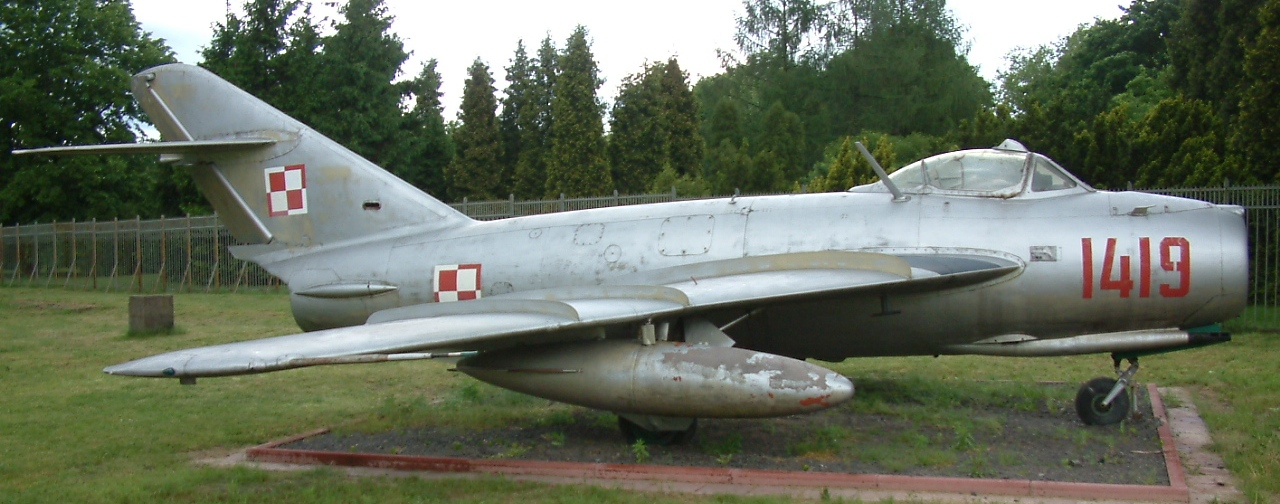
Lim-5 polského letectva

V roce 1955 obdržela Polská lidová republika licenci na výrobu MiGu-17. Takto byly vyráběné MiGy-17F továrnou WSK-Mielec pod označením Lim-5. První stroj byl vyroben 28. listopadu 1956 a do roku 1960 fabrika vyprodukovala 477 kusů. Pod označením Lim-5R se vyráběla i průzkumná verze s kamerou AFA-39. V letech 1959–1960 bylo vyrobeno 129 kusů MiGu-17PF pod označením Lim-5P. Fabrika také produkovala několik variant pro pozemní podporu: Lim-5M od roku 1960, Lim-6bis od roku 1963 a Lim-6M (přestavěný v 70. letech) a i dvě průzkumné verze Lim-6R a MR.
V ČLR byl první MiG-17F sestavený v roce 1956 z dílů dovezených z SSSR, následovaný licenční výrobou v Šenjangu od roku 1957. Verze vyrobené v Číně byly označované jako Šenjang J-5 nebo F-5 (pro export). Od roku 1964 byly vyráběné verze s radarem podobné MiGu-17PF pod označením J-5A (nebo F-5A). Číňané vyvinuli i dvousedadlovou cvičnou verzi JJ-5 (FT-5 pro export) s použitím kabiny ze stroje JJ-2 (licence MiGu-15UTI). Tato verze vyráběná v letech 1966–1986, byla poslední vyráběnou verzí MiGu-17 a zároveň jedinou dvousedadlovou.

## Služba

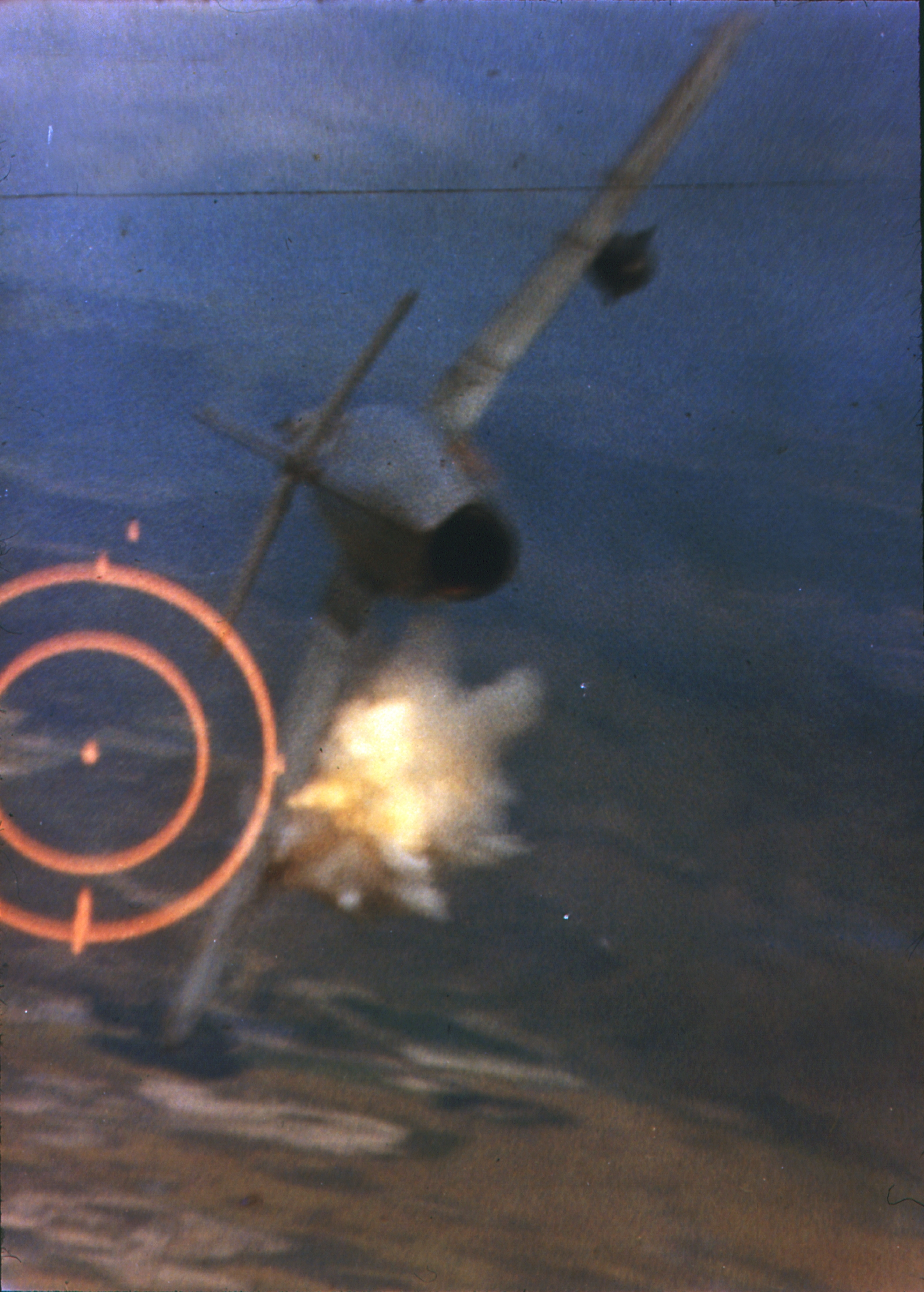
MiG-17 sestřelený letounem F-105D ve Vietnamu, 1967.

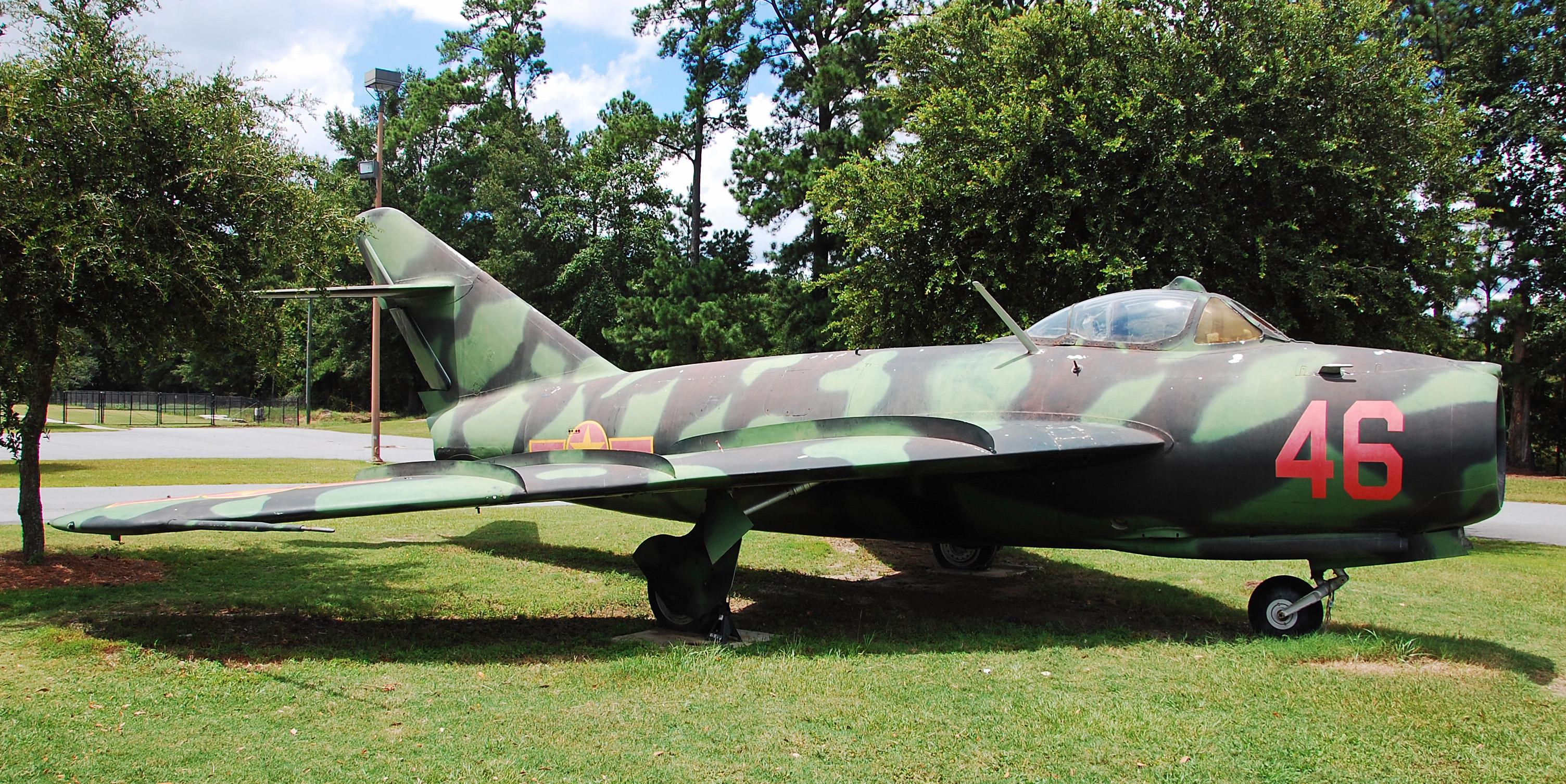
MiG-17 severovietnamského letectva v muzeu Mighty Eighth Air Force v USA

Úlohou MiGu-17 a mnoha jiných sovětských stíhaček bylo hlavně sestřelování amerických bombardérů a ne souboje s nepřátelskými stíhači. Podzvukový MiG-17 měl být efektivní proti pomalejším, těžkým nákladem vyzbrojeným americkým stíhacím bombardérům a strategickým bombardérům (jako B-50 Superfortress a B-36 Peacemaker, které byly ještě poháněny pístovými motory). Když USAF zavedlo do výzbroje strategické bombardéry schopné letu nadzvukovou rychlostí jako B-58 Hustler nebo General Dynamics FB-111 musely typ MiG-17 vystřídat nadzvukové typy MiG-21 a MiG-23.
MiG-17 se na přelomu 50. a 60. let stal standardním stíhacím letounem ve všech zemích Varšavského paktu. Byly používány i mnoha jinými státy hlavně v Africe a Asii. Celkově sloužil ve vzdušných silách víc než 30 zemí. Mnoho vyrobených MiGů-17 bylo ještě na začátku 21. století stále ve službě (např. v Angole, Mali, Mosambiku, Severní Koreji, Súdánu či Tanzanii) i když ne všechny v aktivní. Toto činí z MiGu-17 jedno z nejdéle sloužících stíhacích letadel.
Bojovou premiéru MiGy-17 absolvovaly během Suezské krize v roce 1956 a od té doby se zúčastnily třech dalších válek a jiných menších konfliktů mezi arabskými státy a Izraelem.
V roce 1958 se během druhé krize v Tchajwanské úžině dostaly do potyček nad Tchajwanským průlivem, když 17-tky ČLR narazily na F-86 Sabre sloužící v Letectvu Čínské republiky.
MiGy-17 byly hlavním stíhačem ve výzbroji vzdušných sil vietnamské lidové armády v roce 1965. Ve Vietnamské válce, kde sloužily po boku MiGů-19 a MiGů-21, zaznamenaly i svá první vítězství. Někteří severovietnamští piloti preferovali obratnost MiGu-17 před rychlostí MiGu-21. MiGy-17 se tu prosadily např. proti americkým nadzvukovým stíhacím bombardérům F-105 Thunderchief.
Byly použity i během Nigerijské občanské války v letech 1967 až 1970, pilotované nigerijskými nebo žoldnéřskými piloty z NDR, SSSR, Jižní Afriky, Velké Británie či Austrálie.

## Varianty

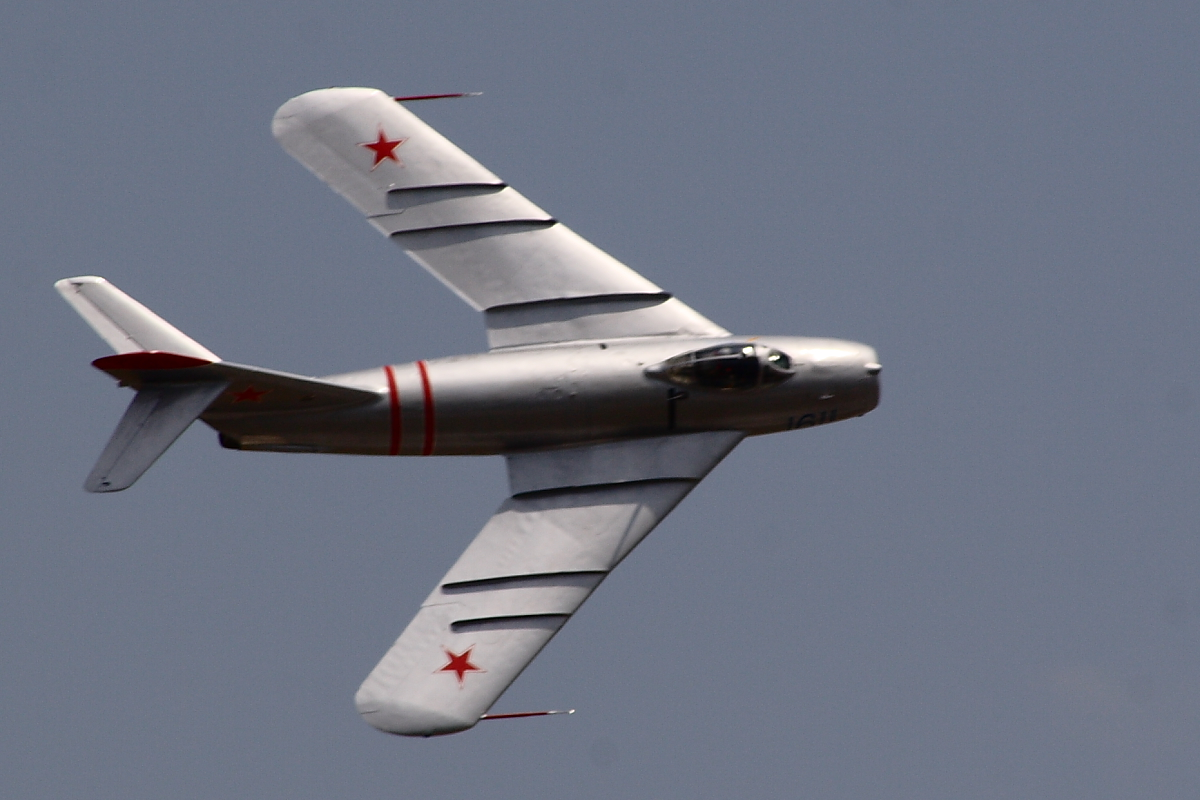
Letový záběr na MiG-17F v sovětských barvách

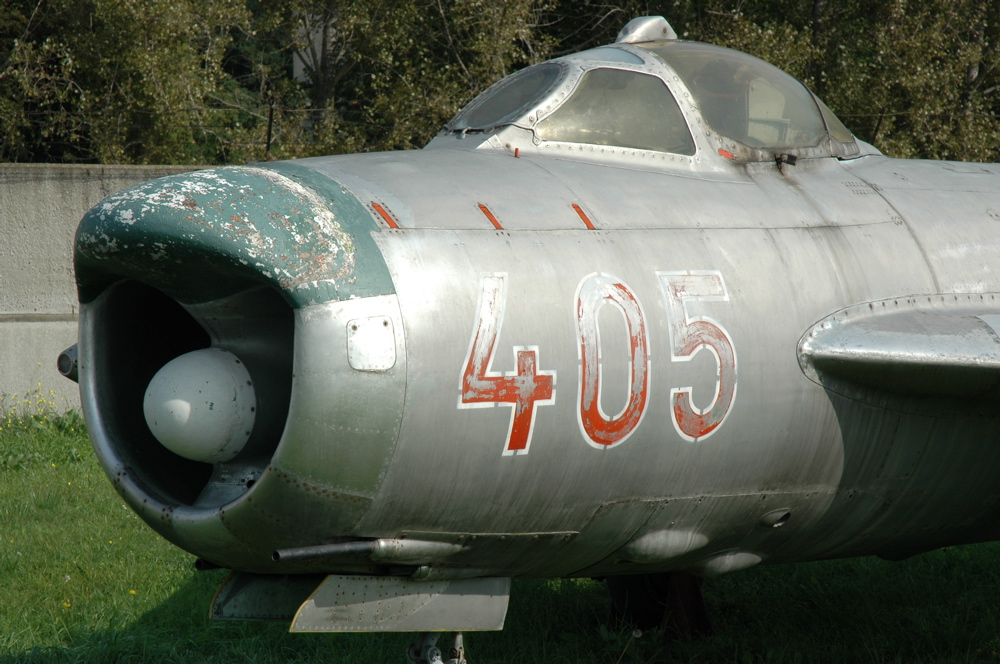
MiG-17PF s radarem Izumrud

I-330
Prototyp
MiG-17
Základní verze s motorem Klimov VK-1
MiG-17A
Verze s motorem Klimov VK-1A s delší dobou životnosti
MiG-17P
Verze do každého počasí vybavená radarem Izumrud
MiG-17F (Lim-5)
Základní stíhací verze s motorem Klimov VK-1F s přídavným spalovaním
MiG-17PF (Lim-5P)
Verze do každého počasí vybavená radarem Izumrud a motorem Klimov VK-1F s přídavným spalovaním
MiG-17PM/PFU
Verze vybavená radarem Izumrud a čtyřmi raketami RS-2U
MiG-17R
Průzkumná verze s motorem Klimov VK-1F a kamerou

## Uživatelé

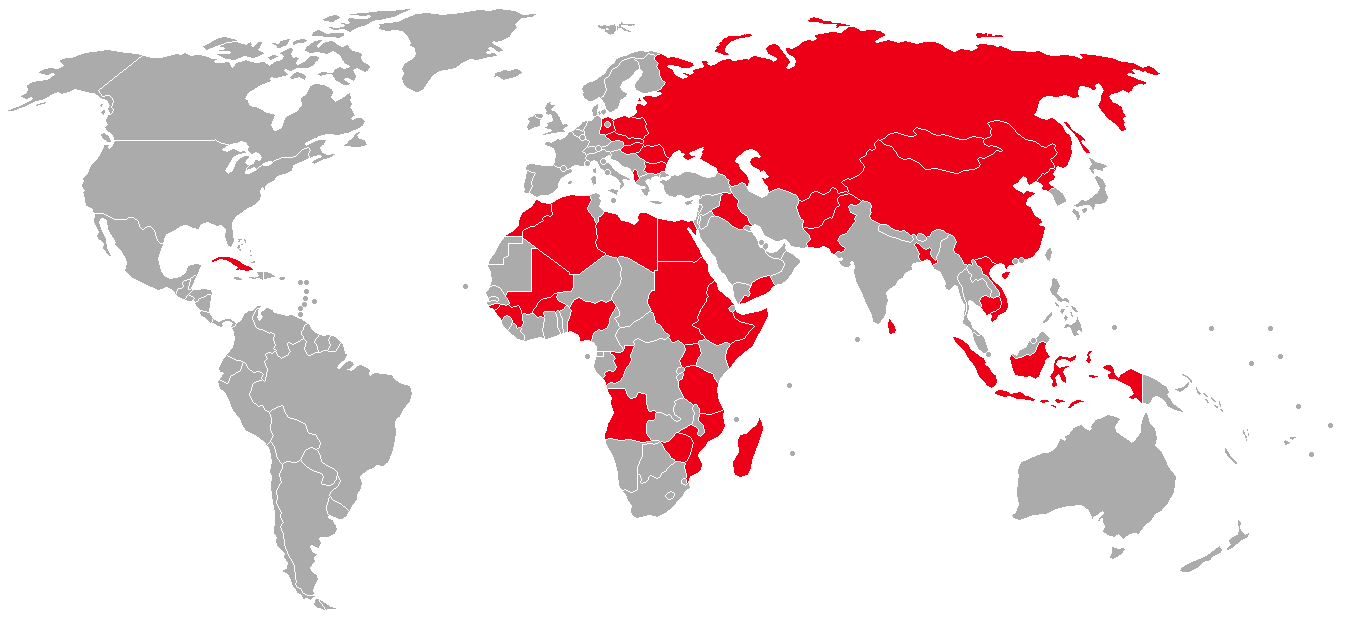
Uživatelé MiGu-17

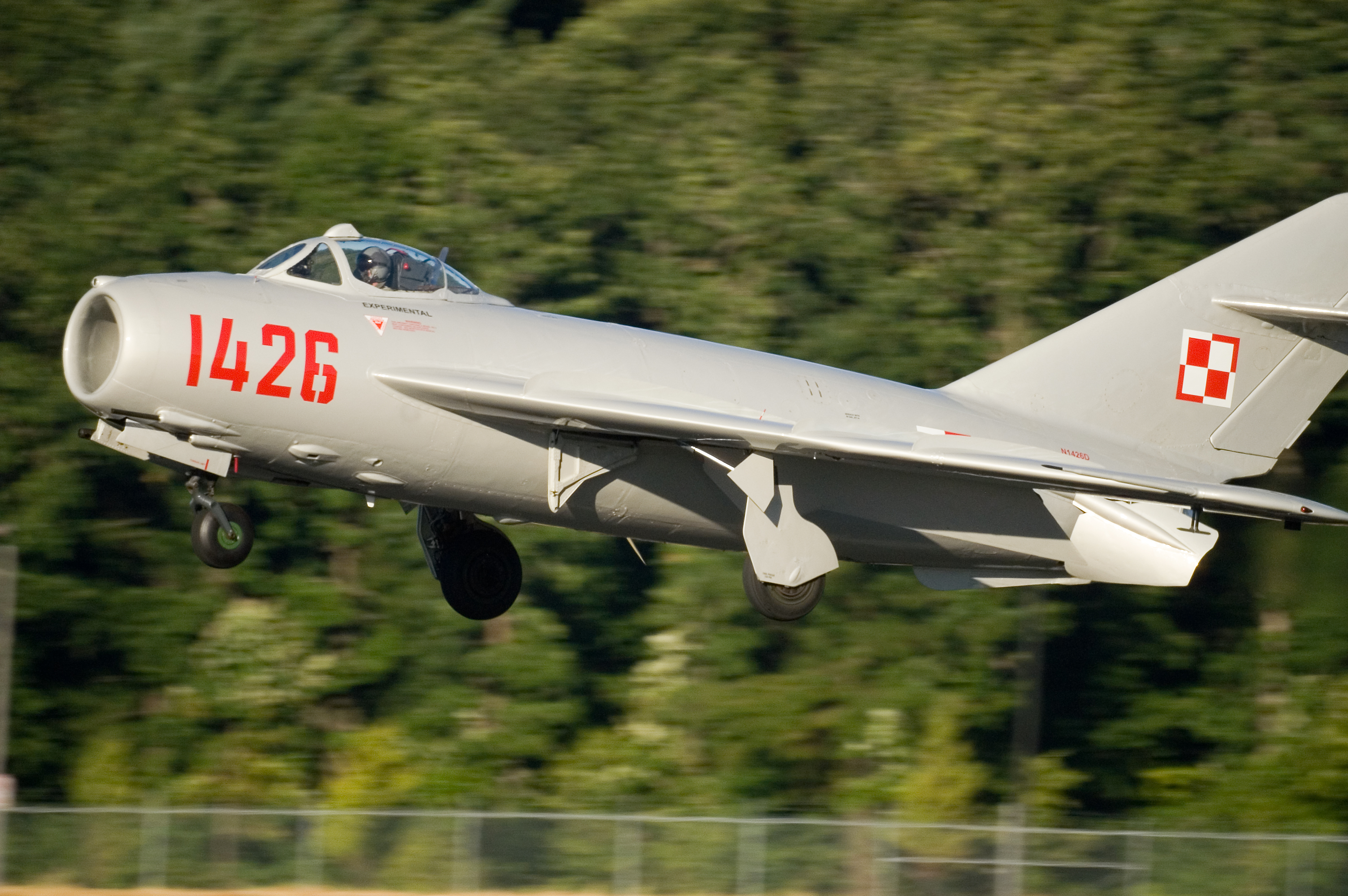
MiG-17 v polských barvách

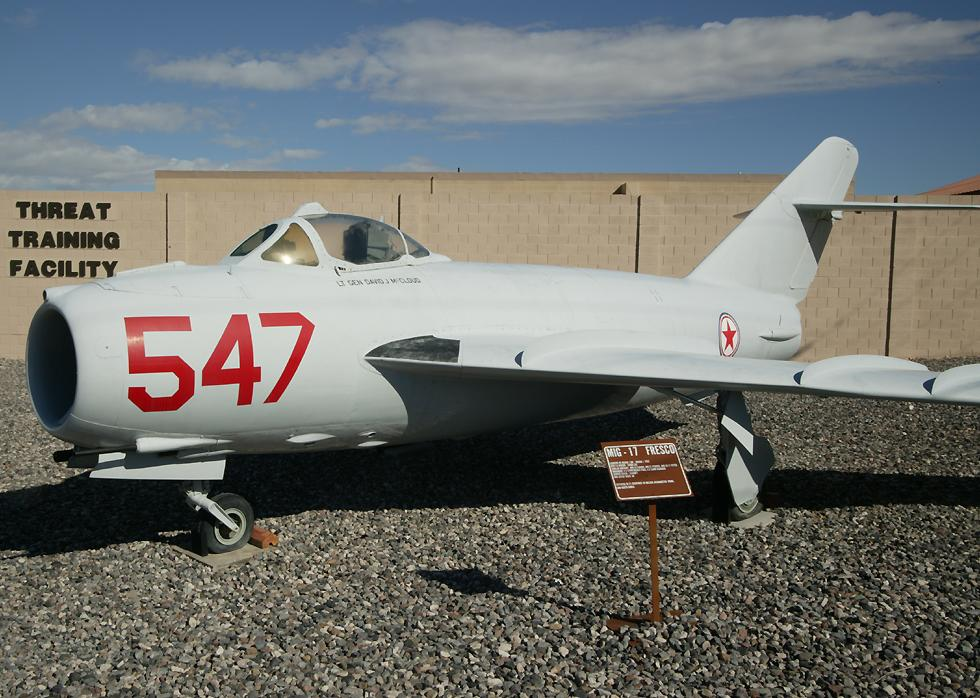
Bývalý Indonéský Lim-5 vystavený v USA se severokorejskými znaky

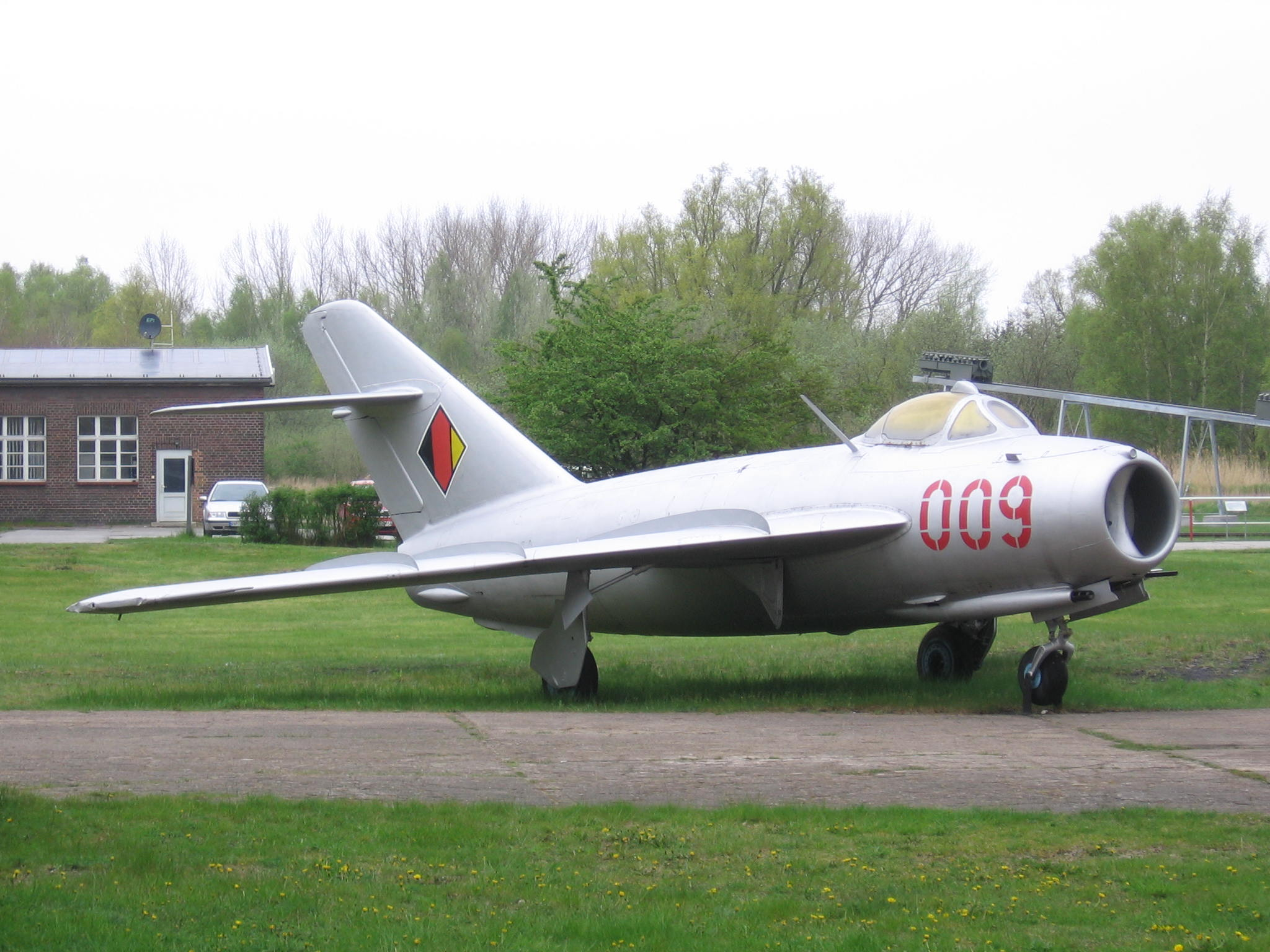
Východoněmecký MiG-17

### Současní
KLDR
- Letectvo Korejské lidové armády – 106 letounů Shenyang F-5 a 135 Shenyang FT-5 ve službě. [4] Zprávy o špatné úrovni provozuschopnosti však naznačují míru letové způsobilosti nižší než 50 %[5]

### Bývalí
- Afghánistán
- Albánie
- Alžírsko
- Angola
- Bangladéš
- Bulharsko
- Burkina Faso
- Československo
- Čína
- Egypt
- Etiopie
- Guinea-Bissau
- Indonésie
- Irák
- Jemen
- Kambodža
- Kongo
- Kuba
- Libye
- Madagaskar
- Maďarsko
- Mali
- Maroko
- Mongolsko
- Mosambik
- NDR
- Nigérie
- Pákistán
- Polsko
- Rumunsko
- Somálsko
- Sovětský svaz
- Srí Lanka
- Súdán
- Sýrie
- Tanzanie
- Uganda
- Vietnam
- Zimbabwe

## Specifikace (MiG-17)
Data podle: Vraný, Hurt

### Technické údaje
- Posádka: 1 (pilot)
- Rozpětí: 9,628 m
- Délka: 11,360 m
- Výška: 3,800 m
- Nosná plocha: 22,600 m²
- Hmotnost prázdného letounu: 3798 kg
- Vzletová hmotnost : 5340 kg
- Max. vzletová hmotnost : 6076 kg
- Pohonná jednotka:  1 × turbokompresorový motor Klimov VK-1A
- Výkon pohonné jednotky: 2700 kp (26,478 kN)

### Výkony
- Maximální rychlost: 1085 km/h ve výšce 5000 m
- Dostup: 14 700 m
- Čas výstupu do výšky 5000 m: 2 minuty 30 sekund
- Čas výstupu do výšky 10 000 m: 6 minut 36 sekund
- Dolet: 1165 km (bez přídavných nádrží)
- Max. dolet s příd. nádržemi: 1735 km

### Výzbroj
- 1 × 37mm kanón N-37D se zásobou munice 40 nábojů, dva 23mm kanóny NR-23 s 80 náboji na zbraň
- 2 × 250kg letecká puma

## Specifikace (MiG-17F)

### Technické údaje
- Posádka: 1 (pilot)
- Rozpětí: 9,628 m
- Délka: 11,360 m
- Výška: 3,800 m
- Nosná plocha: 22,600 m²
- Hmotnost prázdného letounu: 3950 kg
- Vzletová hmotnost : 5354 kg
- Pohonná jednotka:  1 × turbokompresorový motor Klimov VK-1F
- Max. výkon (s příd. spalováním): 3380 kp (33,146 kN)
- Max. vzletová hmotnost : 6286 kg

### Výkony
- Maximální rychlost: 1154 km/h ve výšce 3000 m
- Dostup: 16 470 m
- Čas výstupu do výšky 5000 m: 2 minuty 36 sekund
  - 1 minuta 48 sekund (s přídavným spalováním)
- Čas výstupu do výšky 10 000 m: 5 minut 48 sekund
  - 4 minuty 6 sekund (s přídavným spalováním)
- Dolet: 1080 km (bez přídavných nádrží)
- Max. dolet s příd. nádržemi: 1670 km

### Výzbroj
- 1 × 37mm kanón N-37D se zásobou munice 40 nábojů, dva 23mm kanóny NR-23 s 80 náboji na zbraň
- 2 × 250kg puma

## Specifikace (MiG-17PF)

### Technické údaje
- Posádka: 1 (pilot)
- Rozpětí: 9,628 m
- Délka: 11,680 m
- Výška: 3,800 m
- Nosná plocha: 22,600 m²
- Hmotnost prázdného letounu: 4234 kg
- Vzletová hmotnost : 5620 kg
- Max. vzletová hmotnost : 6552 kg
- Pohonná jednotka: 1 × turbokompresorový motor Klimov VK-1F
- Max. výkon (s příd. spalováním): 3380 kp (33,146 kN)

### Výkony
- Maximální rychlost: 1123 km/h ve výšce 3000 m
- Dostup: 16 300 m
- Čas výstupu do výšky 5000 m: 3 minuty 6 sekund
  - 1 minuta 54 sekund (s přídavným spalováním)
- Čas výstupu do výšky 10 000 m: 7 minut 36 sekund
  - 4 minuty 30 sekund (s přídavným spalováním)
- Dolet: 1100 km (bez přídavných nádrží)
- Max. dolet s příd. nádržemi: 1730 km

### Výzbroj
- 3 × 23mm kanón NR-23
- 2 × 250kg puma